# Barbara Aland
Barbara Aland, née Ehlers le 12 avril 1937 à Hambourg (Allemagne nazie) et morte le 10 novembre 2024, est une théologienne, philologue et bibliste allemande enseignant l'histoire du christianisme et la recherche sur le Nouveau Testament à l'université de Münster jusqu'en 2002. 
Ancienne présidente de la Studiorum Novi Testamenti Societas, titulaire de la médaille Burkitt (d’aucuns diront récipiendaire), Barbara Aland est l'un des principaux auteurs du Novum Testamentum Graece, version de référence du Nouveau Testament.

## Biographie
Après avoir étudié la théologie et la philologie classique à Francfort-sur-le-Main, Marbourg et Kiel, Barbara Aland devient docteur en philosophie en soutenant une thèse sur les dialogues socratiques d'Eschine de Sphettos en 1964 à Francfort. En 1969 elle obtient une licence à la faculté orientale de l'Institut biblique pontifical de Rome.
En 1972, elle consacre son épreuve d'habilitation auprès de l'université de Göttingen au gnostique syrien Bardesane d'Édesse.
Barbara Aland est ensuite nommée professeur d'exégèse néotestamentaire à l'université de Münster. En 1983, elle devient directrice de l'Institut für neutestamentliche Textforschung créé en 1959 par son époux Kurt Aland, et en 2005 présidente de la Studiorum Novi Testamenti Societas.
L'INTTR a publié le Novum Testamentum Graece, version de référence du Nouveau Testament connue sous le nom de Nestle-Aland.

### Vie privée

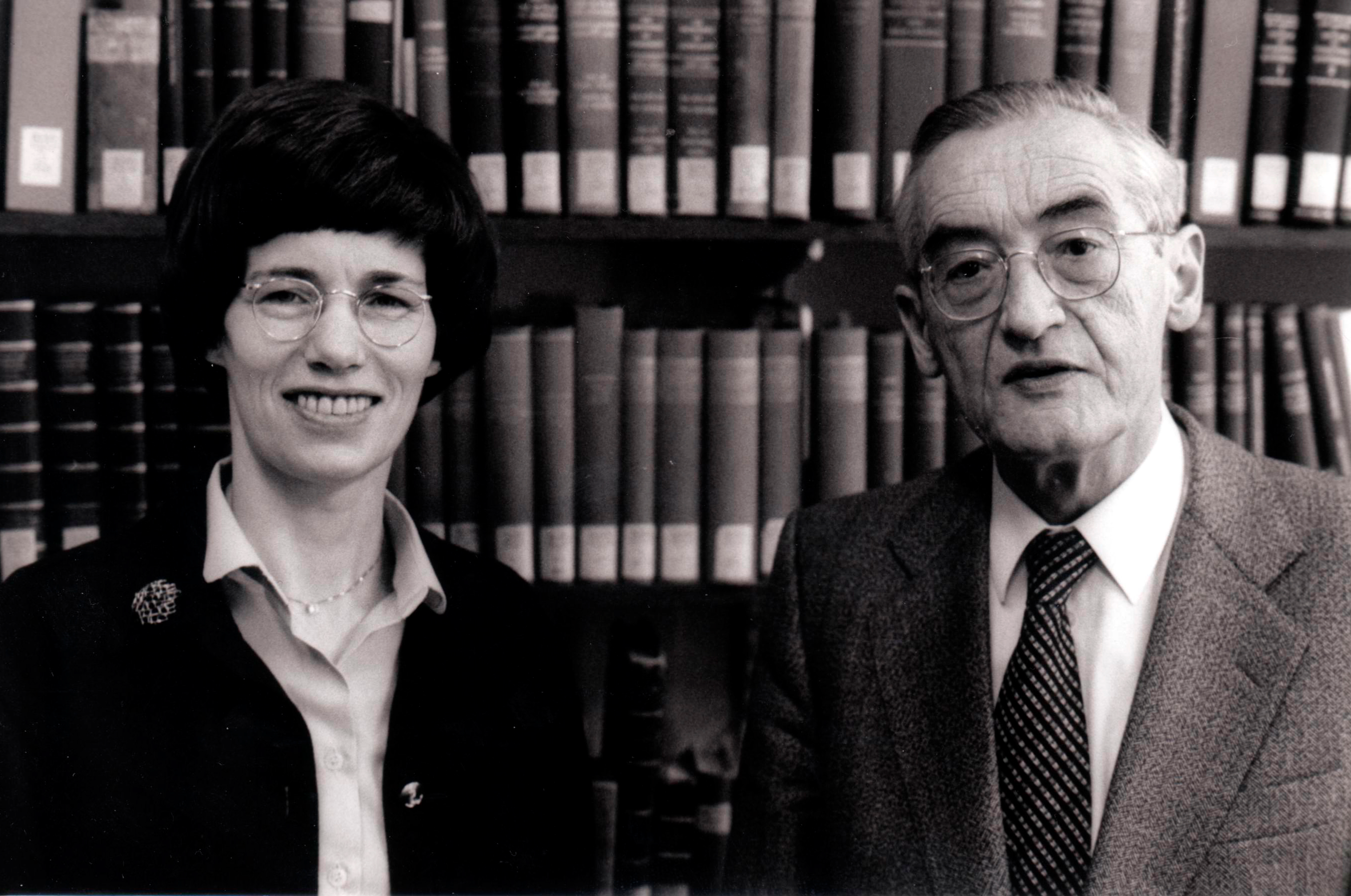
Barbara et Kurt Aland en 1988.

Barbara Aland est l'épouse de Kurt Aland.

## Travaux
Barbara Aland, avec son mari Kurt Aland, est connue pour sa publication du Novum Testamentum Graece. Elle y a travaillé avec un groupe interconfessionnel et international de biblistes. Cet ouvrage de référence constitue la base de la recherche néotestamentaire.
Elle publie en 1997 la première édition de l'Editio Critica Maior (en).
En 1999 elle est membre fondateur de l'Academia Platonica Septima Monasteriensis, qui concentre ses travaux sur l'étude des premiers interprètes de Platon de l'Antiquité à la Renaissance.

## Œuvres
Monographies
- (sous le nom de Barbara Ehlers): Eine vorplatonische Deutung des sokratischen Eros. Der Dialog Aspasia des Sokratikers Aischines. Diss. Frankfurt am Main 1964, publié en 1966 (Zetemata (de), numéro 41).
- (avec Kurt Aland): Der Text des Neuen Testaments. Einführung in die wissenschaftlichen Ausgaben sowie in Theorie und Praxis der modernen Textkritik, 1982.
  - Traduction en anglais : The text of the New Testament. An introduction to the critical editions and to the theory and practice of modern textual criticism. 1987.
- Erziehung durch Kirchengeschichte? Ein Plädoyer für mehr Kirchengeschichte im Religionsunterricht. Éditeur : Idea e.V., 1984.
- Frühe direkte Auseinandersetzung zwischen Christen, Heiden und Häretikern. 2005.
- Was ist Gnosis? Studien zum frühen Christentum, zu Marcion und zur kaiserzeitlichen Philosophie. 2009

Nouveau Testament
- A Textual Commentary on the Greek New Testament. A Companion Volume to the United Bible Societies Greek New Testament (3e édition) par B. M. Metzger on behalf of and in cooperation with the Editorial Committee of the United Bible Societies Greek New Testament K. Aland, M. Black, C. M. Martini, B. M. Metzger et A. Wikgren, 1971.
- Novum Testamentum Graece post Eberhard Nestle et Erwin Nestle communiter ed. K. Aland, M. Black, C. M. Martini, B. M. Metzger, A. Wikgren, apparatum criticum recens. et editionem novis curis elaborav. K. Aland et B. Aland una cum Instituto studiorum textus Novi Testamenti Monasteriensi (Westphalia), 26. Aufl., 1979.
- Novum Testamentum Latine. Novam Vulgatam Bibliorum Sacrorum Editionem secuti apparatibus titulisque additis ediderunt Kurt Aland et Barbara Aland una cum Instituto studiorum textus Novi Testamenti Monasteriensi, 1984.
- Griechisch-deutsches Wörterbuch zu den Schriften des Neuen Testaments und der frühchristlichen Literatur by Walter Bauer. 6., völlig neu bearbeitete Auflage im Institut für Neutestamentliche Textforschung/Münster unter besonderer Mitwirkung von Viktor Reichmann Kurt Aland et Barbara Aland, 1988.

Publications
- Gnosis. Festschrift für Hans Jonas, Ugo Bianchi, Barbara Aland, 1978.
- Günther Zuntz (en): Lukian von Antiochien und der Text der Evangelien. Barbara Aland et Klaus Wachtel. 1995.
- Die Weltlichkeit des Glaubens in der Alten Kirche. Festschrift für Ulrich Wickert zum siebzigsten Geburtstag. Barbara Aland et Christoph Schäublin 1997.
- Literarische Konstituierung von Identifikationsfiguren in der Antike, Barbara Aland, 2003.

## Distinctions
- Chevalier de l'ordre du Mérite de la République fédérale d'Allemagne
- Médaille Burkitt (2016)